# Weihrauch HW 40 PCA
Die Weihrauch HW 40 PCA ist eine Luftpistole von Weihrauch & Weihrauch.

## Beschreibung
Die Luftpistole im Kaliber 4,5 mm sowie Kaliber 5,5 mm für den Freizeitbereich oder das Sportschießen. Das Design ist modernen Großkaliberpistolen nachempfunden. Auch die technische Realisierung spiegelt den Trend moderner Großkaliberpistolen wider: Gehäuse/Griffstück aus Kunststoff, hochbeanspruchte Teile wie innere Mechanik, der gezogene Lauf usw. aus Metall. Die Schussleistung (Präzision) ist vergleichbar mit (professionellen) Sportpistolen. Die Waffe ist jedoch deutlich günstiger in der Anschaffung.
Durch Aufschwenken des Oberteils der Waffe kann das Geschoss (Diabolo 4,5 mm) in den Lauf eingeführt werden. Beim Schließen des Oberteils wird durch einen Metallzylinder/Kolben die für die Schussabgabe notwendige komprimierte Luft erzeugt. Durch diesen Spannvorgang wird selbständig eine Sicherung aktiviert, die eine versehentliche Schussabgabe verhindert. Durch einfaches Entsichern ist die Pistole dann wieder schussbereit.
Die dem Geschoss erteilte Bewegungsenergie ist stets konstant und beträgt 3,5 – 4 Joule.
Die Pistole ist mit einem verstellbaren Match-Mikrometervisier ausgestattet. Damit kann bei guten Lichtverhältnissen wie üblich mit „Kimme und Korn“ gezielt werden. Bei schlechten Lichtverhältnissen wird das Zielen durch die integrierte Fiber-Optik-Visierung erleichtert.
Durch eine Prismaschiene an der Oberseite ist die Aufnahme von Zielfernrohren oder Leuchtpunktzielgeräten möglich.
Hier eine Zielscheibe mit einer Weihrauch HW 40 PCA beschossen:

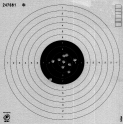
Weihrauch HW 40 PCA, reelles Schussbild (10 Schuss, 10 Meter, freihändig)